# Левкопетра
Вижте пояснителната страница за други значения на Извор.
Левко̀петра или Извор (на гръцки: Λευκόπετρα, до 1953 година Ίσβορος, Исворос) е село в Република Гърция, дем Бер, област Централна Македония.

## География
Левкопетра е разположено на 290 m надморска височина в южните склонове на Каракамен (Вермио), над пролома на река Бистрица (Алиакмонас), на 15 километра южно от град Бер (Верия).

## История
Селото е старо, но е унищожено при потушаването на Негушкото въстание в 1822 година. Обновено е в 30-те години на XX век, когато тук са заселени двадесетина бежански семейства.
В 1959 година името е сменено от Исворос на Левкопетра, в превод Бял камък.
Част от землището се напоява от Бистрица. Произвеждат се овошки - главно ябълки, и пшеница, а населението се занимава и частично със скотовъдство.
| Година    | 1913 | 1920 | 1928 | 1940 | 1951 | 1961 | 1971 | 1981 | 1991 | 2001 | 2011 | 2021 |
| --------- | ---- | ---- | ---- | ---- | ---- | ---- | ---- | ---- | ---- | ---- | ---- | ---- |
| Население |      |      |      | 72   | 127  | 124  | 71   | 50   | 72   | 51   | 59   | 30   |